# Trần Hữu Thế
Trần Hữu Thế (1922-1995), nhà khoa học, nhà giáo dục, và chính khách nổi tiếng của Việt Nam.
Ông sinh năm 1922 tại Mỹ Tho, mất năm 1995 tại Pháp; tiến sĩ khoa học (1952), từng dạy học ở Lyon (Pháp) và làm giáo sư ở Trường Đại học Khoa học thuộc Viện Đại học Sài Gòn; từ 1958 đến 1960 làm Bộ trưởng Bộ Quốc gia Giáo dục của Việt Nam Cộng hòa; từng làm Đại sứ của Việt Nam Cộng hòa tại Philippines.
Dưới thời Bộ trưởng Trần Hữu Thế, số lượng học sinh, sinh viên gia tăng nhanh chóng, và nhiều cải tiến trong giáo dục đã được thực hiện. Cùng thời kỳ này, Đại hội Giáo dục Quốc gia (lần I) được tổ chức ở Sài Gòn vào năm 1958 chính thức hóa ba nguyên tắc nhân bản, dân tộc, và khai phóng làm nền tảng cho triết lý giáo dục Việt Nam Cộng hòa.